# Luperina conspicua
Luperina conspicua là một loài bướm đêm trong họ Noctuidae.